# Belgique aux Jeux olympiques d'été de 2004
La Belgique a envoyé 51 athlètes et a remporté 3 médailles aux Jeux olympiques d'été de 2004 à Athènes en Grèce.

## Médailles
| Médaille | Nom           | Sport    | Événement                                       |
| -------- | ------------- | -------- | ----------------------------------------------- |
| Or       | Justine Henin | Tennis   | Simple dames                                    |
| Bronze   | Axel Merckx   | Cyclisme | Course en ligne masculine de cyclisme sur route |
| Bronze   | Ilse Heylen   | Judo     | Poids mi-léger femmes (- de 52 kg)              |

## Résultats

### Athlétisme

#### Hommes
| Athlète               | Compétition | Série          | Série | Quart-de-Finale | Quart-de-Finale | Demi-Finale | Demi-Finale | Finale   | Finale  |
| Athlète               | Compétition | Résultat       | Rang  | Résultat        | Rang            | Résultat    | Rang        | Résultat | Rang    |
| --------------------- | ----------- | -------------- | ----- | --------------- | --------------- | ----------- | ----------- | -------- | ------- |
| Cédric Van Branteghem | 400m        | 45 s 70        | 22e q |                 |                 | 46 s 03     | 19e         | Éliminé  | Éliminé |
| Joeri Jansen          | 800m        | 1 min 46 s 7   | 30e   | Éliminé         | Éliminé         | Éliminé     | Éliminé     | Éliminé  | Éliminé |
| Tom Compernolle       | 5000m       | 13 min 43 s 44 | 29e   | Éliminé         | Éliminé         | Éliminé     | Éliminé     | Éliminé  | Éliminé |
| Monder Rizki          | 5000m       | 14 min 03 s 58 | 33e   | Éliminé         | Éliminé         | Éliminé     | Éliminé     | Éliminé  | Éliminé |

#### Femmes
| Athlète                                                         | Compétition     | Série        | Série | Quart-de-Finale | Quart-de-Finale | Demi-Finale  | Demi-Finale | Finale   | Finale   |
| Athlète                                                         | Compétition     | Résultat     | Rang  | Résultat        | Rang            | Résultat     | Rang        | Résultat | Rang     |
| --------------------------------------------------------------- | --------------- | ------------ | ----- | --------------- | --------------- | ------------ | ----------- | -------- | -------- |
| Kim Gevaert                                                     | 100m            | 11 s 18      | 7e Q  | 11 s 17         | 8e Q            | 11 s 40      | 15e         | Éliminée | Éliminée |
| Kim Gevaert                                                     | 200m            | 22 s 76      | 8e Q  | 22 s 68         | 3e Q            | 22 s 48 (RN) | 4e Q        | 22 s 84  | 6e       |
| Kim Gevaert Élodie Ouédraogo Lien Huyghebaert Katleen de Caluwe | Relais 4×100m   | 43 s 08 (RN) | 3e Q  |                 |                 |              |             | 43 s 11  | 6e       |
| Tia Hellebaut                                                   | Saut en hauteur | 1,95 m       | Q     |                 |                 |              |             | 1,85 m   | 12e      |

### Canoë-kayak

#### Hommes
| Athlète                   | Compétition               | Séries         | Séries | Demi-Finale    | Demi-Finale | Finale         | Finale |
| Athlète                   | Compétition               | Temps          | Rang   | Temps          | Rang        | Temps          | Rang   |
| ------------------------- | ------------------------- | -------------- | ------ | -------------- | ----------- | -------------- | ------ |
| Wouter D'Haene Bob Maesen | 1000 mètres kayak biplace | 3 min 14 s 447 | 10e Q  | 3 min 11 s 757 | 1er Q       | 3 min 20 s 196 | 5e     |

#### Femmes
| Athlète     | Compétition                | Séries         | Séries | Demi-Finale    | Demi-Finale | Finale   | Finale   |
| Athlète     | Compétition                | Temps          | Rang   | Temps          | Rang        | Temps    | Rang     |
| ----------- | -------------------------- | -------------- | ------ | -------------- | ----------- | -------- | -------- |
| Petra Santy | 500 mètres kayak monoplace | 1 min 52 s 834 | 4e Q   | 1 min 54 s 534 | 10e         | Éliminée | Éliminée |

### Cyclisme

#### VTT
| Athlète        | Compétition          | Temps           | Rang |
| -------------- | -------------------- | --------------- | ---- |
| Roel Paulissen | Cross-country hommes | 2 h 18 min 10 s | 4e   |

#### Cyclisme sur route

##### Hommes
| Athlète           | Compétition      | Temps                               | Rang               |
| ----------------- | ---------------- | ----------------------------------- | ------------------ |
| Philippe Gilbert  | Course en ligne  | 5 h 44 min 13 s (+2 min 29 s)       | 49e                |
| Axel Merckx       | Course en ligne  | 5 h 41 min 52 s (+08 s)             | Médaille de bronze |
| Peter Van Petegem | Course en ligne  | 5 h 42 min 03 s (+19 s)             | 40e                |
| Peter Van Petegem | Contre-la-montre | 1 h 00 min 31 s 49 (+2 min 59 s 75) | 18e                |
| Wim Vansevenant   | Contre-la-montre | Abandon                             | Abandon            |
| Marc Wauters      | Course en ligne  | Abandon                             | Abandon            |
| Marc Wauters      | Contre-la-montre | 59 min 59 s 63 (+2 min 17 s 89)     | 13e                |

##### Femmes
| Athlète          | Compétition     | Temps                         | Rang |
| ---------------- | --------------- | ----------------------------- | ---- |
| Sharon Vandromme | Course en ligne | 3 h 25 min 42 s (+1 min 18 s) | 21e  |

#### Cyclisme sur piste
| Athlète                     | Compétition       | Points | Rang |
| --------------------------- | ----------------- | ------ | ---- |
| Matthew Gilmore             | Course aux points | 7 pts  | 18e  |
| Matthew Gilmore Iljo Keisse | Américaine        | 3 pts  | 11e  |

### Équitation

#### Concours complet
| Athlète                                                                                   | Cheval         | Compétition | Dressage  | Dressage | Cross     | Cross   | Saut d'obstacle | Saut d'obstacle | Saut d'obstacle | Total     | Total   |
| Athlète                                                                                   | Cheval         | Compétition | Dressage  | Dressage | Cross     | Cross   | Qualifications  | Qualifications  | Finale          | Total     | Total   |
| Athlète                                                                                   | Cheval         | Compétition | Pénalités | Rang     | Pénalités | Rang    | Pénalités       | Rang            | Pénalités       | Pénalités | Rang    |
| ----------------------------------------------------------------------------------------- | -------------- | ----------- | --------- | -------- | --------- | ------- | --------------- | --------------- | --------------- | --------- | ------- |
| Constantin van Rijckevorsel                                                               | Withcote Nelie | Individuel  | 48 pts    | 25e      | 6.4 pts   | 24e     | 0 pts           | 15e             | 4 pts           | 58.4 pts  | 10e     |
| Karin Donckers                                                                            | Gormley        | Individuel  | 56.4 pts  | 36e      | 0 pts     | 25e     | 0 pts           | 17e             | 8 pts           | 64.4 pts  | 16e     |
| Hendrik Degros                                                                            | Mr. Noppus     | Individuel  | 63.8 pts  | 54e      | 18.4 pts  | 46e     | 0 pts           | 37e             | Éliminé         | 82.2 pts  | 37e     |
| Dolf Desmedt                                                                              | Bold Action    | Individuel  | 57 pts    | 38e      | 31.2 pts  | 53e     | 4 pts           | 43e             | Éliminé         | 92.2 pts  | 43e     |
| Joris Vanspringel                                                                         | Over and Over  | Individuel  | 56 pts    | 35e      | Abandon   | Abandon | Abandon         | Abandon         | Abandon         | Abandon   | Abandon |
| Hendrik Degros Dolf Desmedt Karin Donckers Constantin van Rijckevorsel Joris Van Springel | voir ci-dessus | Par équipe  | 160.4 pts | 7e       | 24.8 pts  | 8e      |                 |                 | 0 pts           | 185.2 pts | 7e      |

#### Saut d'obstacles
| Athlète                                                           | Cheval         | Compétition | Manche 1 (Ind.) | Manche 1 (Ind.) | Manche 2 (Ind.) | Manche 2 (Ind.) | Manche 2 (Ind.) | Manche 3 (Ind.) | Manche 3 (Ind.) | Manche 3 (Ind.) | Finale    | Finale   | Finale    | Finale   | Finale    | Finale  |
| Athlète                                                           | Cheval         | Compétition | Manche 1 (Ind.) | Manche 1 (Ind.) | Manche 2 (Ind.) | Manche 2 (Ind.) | Manche 2 (Ind.) | Manche 3 (Ind.) | Manche 3 (Ind.) | Manche 3 (Ind.) | Manche A  | Manche A | Manche B  | Manche B | Total     | Total   |
| Athlète                                                           | Cheval         | Compétition | Pénalités       | Rang            | Pénalités       | Total           | Rang            | Pénalités       | Total           | Rang            | Pénalités | Rang     | Pénalités | Rang     | Pénalités | Rang    |
| ----------------------------------------------------------------- | -------------- | ----------- | --------------- | --------------- | --------------- | --------------- | --------------- | --------------- | --------------- | --------------- | --------- | -------- | --------- | -------- | --------- | ------- |
| Dirk Demeersman                                                   | Clinton        | Individuel  | 12 pts          | 60e             | 0 pts           | 12 pts          | 28e             | 8 pts           | 20 pts          | 29e Q           | 8 pts     | 12e      | 4 pts     | 2e       | 12 pts    | 4e      |
| Ludo Philippaerts                                                 | Parco          | Individuel  | 0 pts           | 1e              | 4 pts           | 4 pts           | 5e              | 16 pts          | 20 pts          | 29e Q           | 4 pts     | 4e       | 8 pts     | 9e       | 12 pts    | 4e      |
| Jos Lansink                                                       | Cumano         | Individuel  | 4 pts           | 19e             | 13 pts          | 17 pts          | 42e             | 0 pts           | 17 pts          | 21e Q           | 12 pts    | 30e      | Éliminé   | Éliminé  | Éliminé   | Éliminé |
| Stany van Paesschen                                               | O de Pomme     | Individuem  | 4 pts           | 19e             | 8 pts           | 12 pts          | 28e             | 8 pts           | 20 pts          | 29e             | Éliminé   | Éliminé  | Éliminé   | Éliminé  | Éliminé   | Éliminé |
| Dirk Demeermsan Ludo Philippaerts Jos Lansink Stany van Paesschen | voir ci-dessus | Par équipe  |                 |                 |                 |                 |                 |                 |                 |                 | 12 pts    | 4e       | 16 pts    | 6e       | 28 pts    | 6e      |

### Escrime

#### Hommes
| Athlète     | Compétition               | 1/16 de finale        | 1/8 de finale    | Quart-de-Finale  | Demi-Finale      | Finale           |
| Athlète     | Compétition               | Adversaire Score      | Adversaire Score | Adversaire Score | Adversaire Score | Adversaire Score |
| ----------- | ------------------------- | --------------------- | ---------------- | ---------------- | ---------------- | ---------------- |
| Cédric Gohy | Fleuret individuel hommes | Kellner (USA) D 15-12 | Éliminé          | Éliminé          | Éliminé          | Éliminé          |

### Gymnastique

#### Gymnastique artistique

##### Femmes
| Athlète            | Compétition                 | Apparail        | Apparail            | Apparail        | Apparail        | Qualification | Qualification | Finale     | Finale |
| Athlète            | Compétition                 | Saut de cheval  | Barres asymétriques | Poutre          | Sol             | Total         | Rang          | Total      | Rang   |
| ------------------ | --------------------------- | --------------- | ------------------- | --------------- | --------------- | ------------- | ------------- | ---------- | ------ |
| Aagje Vanwalleghem | Concours général individuel | 9.275 pts (28e) | 9.200 pts (48e)     | 8.825 pts (51e) | 8.925 pts (55e) | 36.225 pts    | 29e Q         | 34.862 pts | 23e    |

### Judo

#### Femmes
| Athlète           | Compétition                 | 1er tour            | 1/8 de finale    | Quart-de-Finale | Repêchage Quart-de-Finale | Repêchage Demi-Finale | Finale pour la 3e place | Rang               |
| Athlète           | Compétition                 | Adversaire          | Adversaire       | Adversaire      | Adversaire                | Adversaire            | Adversaire              | Rang               |
| ----------------- | --------------------------- | ------------------- | ---------------- | --------------- | ------------------------- | --------------------- | ----------------------- | ------------------ |
| Ilse Heylen       | Poids mi-léger (- de 52 kg) | V Ravaoarisoa (MAD) | V Kaliyeva (KAZ) | D Savón (CUB)   | V Askelof (SWE)           | V Singleton (GBR)     | V Euranie (FRA)         | Médaille de bronze |
| Gella Vandecaveye | Poids mi-moyen (- de 63 kg) | V Ishii (BRA)       | V Tampasi (GRE)  | D Žolnir (SLO)  | D González (CUB)          | Éliminée              | Éliminée                | 9e                 |
| Catherine Jacques | Poids moyen (- de 70 kg)    | V Kim (KOR)         | V Shu (TPE)      | D Ueno (JPN)    | V Sraka (SLO)             | V Kim (PRK)           | D Böhm (GER)            | 5e                 |

### Aviron

#### Hommes
| Athlète     | Compétition  | Série         | Série | Demi-Finale   | Demi-Finale | Finale A      | Finale A |
| Athlète     | Compétition  | Temps         | Rang  | Temps         | Rang        | Temps         | Rang     |
| ----------- | ------------ | ------------- | ----- | ------------- | ----------- | ------------- | -------- |
| Tim Maeyens | Skiff hommes | 7 min 17 s 68 | 1er Q | 6 min 50 s 33 | 2e Q        | 7 min 01 s 74 | 6e       |

| Athlètes                              | Compétition                        | Série         | Série | Repêchage     | Repêchage | Demi-Finale C | Demi-Finale C | Finale C      | Finale C |
| Athlètes                              | Compétition                        | Temps         | Rang  | Temps         | Rang      | Temps         | Rang          | Temps         | Rang     |
| ------------------------------------- | ---------------------------------- | ------------- | ----- | ------------- | --------- | ------------- | ------------- | ------------- | -------- |
| Justin Gevaert Wouter Van der Fraenen | Deux de couple poids légers hommes | 6 min 26 s 25 | 4e    | 6 min 31 s 18 | 3e        | 6 min 25 s 34 | 2e            | 6 min 59 s 07 | 3e 15e   |

### Voile
| Athlète             | Compétition                      | Course | Course | Course | Course | Course | Course | Course | Course | Course | Course | Course | Score   | Rang |
| Athlète             | Compétition                      | 1      | 2      | 3      | 4      | 5      | 6      | 7      | 8      | 9      | 10     | 11     | Score   | Rang |
| ------------------- | -------------------------------- | ------ | ------ | ------ | ------ | ------ | ------ | ------ | ------ | ------ | ------ | ------ | ------- | ---- |
| Sébastien Godefroid | Dériveur solitaire Finn hommes   | 19     | 12     | 2      | 5      | 6      | 5      | 3      | 11     | 24     | 18     | 15     | 96 pts  | 7e   |
| Sigrid Rondelez     | Planche à voile Mistral femmes   | 17     | 7      | 19     | 14     | 15     | 18     | 18     | 21     | 13     | 12     | 15     | 148 pts | 18e  |
| Min Dezillie        | Dériveur solitaire Europe femmes | 13     | 1      | 20     | 3      | 16     | DNF    | 19     | 20     | 2      | 23     | 16     | 133 pts | 15e  |
| Philippe Bergmans   | Dériveur solitaire open Laser    | 9      | 4      | 5      | 14     | 32     | 14     | 17     | 27     | 20     | 18     | 31     | 159 pts | 18e  |

### Tir
| Athlète       | Compétition               | Score | Rang |
| ------------- | ------------------------- | ----- | ---- |
| Daisy De Bock | Carabine 10 mètres femmes | 388   | 33e  |

### Tennis de table

#### Hommes
| Athlète           | Compétition       | 1er tour         | 2e tour          | 3e tour           | 1/8 de finale    | Quart-de-Finale  | Demi-Finale      | Finale           |
| Athlète           | Compétition       | Adversaire Score | Adversaire Score | Adversaire Score  | Adversaire Score | Adversaire Score | Adversaire Score | Adversaire Score |
| ----------------- | ----------------- | ---------------- | ---------------- | ----------------- | ---------------- | ---------------- | ---------------- | ---------------- |
| Jean-Michel Saive | Simples messieurs |                  |                  | J Lin (DOM) D 4-2 | Éliminé          | Éliminé          | Éliminé          | Éliminé          |

### Taekwondo

#### Femmes
| Laurence Rase | Plus de 67 kg | Mikryukova (UZB) V 9-6 | Falavigna (BRA) D 8-4 | Éliminée | Éliminée | Éliminée | Éliminée |

### Tennis

#### Hommes
| Athlète                       | Compétition       | 1/32 de finale                       | 1/16 de finale                         | 1/8 de finale    | Quart-de-Finale  | Demi-Finale      | Finale           |
| Athlète                       | Compétition       | Adversaire Score                     | Adversaire Score                       | Adversaire Score | Adversaire Score | Adversaire Score | Adversaire Score |
| ----------------------------- | ----------------- | ------------------------------------ | -------------------------------------- | ---------------- | ---------------- | ---------------- | ---------------- |
| Xavier Malisse                | Simple messieurs  | M Youzhny (RUS) D 2-6, 2-6           | Éliminé                                | Éliminé          | Éliminé          | Éliminé          | Éliminé          |
| Olivier Rochus                | Simple messieurs  | M Philippoussis (AUS) V 3-6 6-0, 6-1 | C Moyá (ESP) D 6-0, 7-6(3)             | Éliminé          | Éliminé          | Éliminé          | Éliminé          |
| Xavier Malisse Olivier Rochus | Doubles messieurs |                                      | M Llodra et F Santoro (FRA) D 6-3, 6-2 | Éliminés         | Éliminés         | Éliminés         | Éliminés         |

#### Femmes
| Athlète       | Compétition  | 1/32 de finale              | 1/16 de finale                  | 1/8 de finale            | Quart-de-Finale           | Demi-Finale                     | Finale                      | Rang          |
| Athlète       | Compétition  | Adversaire Score            | Adversaire Score                | Adversaire Score         | Adversaire Score          | Adversaire Score                | Adversaire Score            | Rang          |
| ------------- | ------------ | --------------------------- | ------------------------------- | ------------------------ | ------------------------- | ------------------------------- | --------------------------- | ------------- |
| Justine Henin | Simple dames | B Strýcová (CZE) V 6-3, 6-4 | M Vento-Kabchi (COL) V 6-2, 6-1 | N Pratt (AUS) V 6-1, 6-0 | M Pierce (FRA) V 6-4, 6-4 | A Myskina (RUS) V 7-5, 5-7, 8-6 | A Mauresmo (FRA) V 6-3, 6-3 | Médaille d'or |

### Triathlon
Les deux mêmes femmes ont déjà représenté la Belgique en 2000. Tous les deux ont obtenu plus du succès en 2004 qu'en 2000, avec Kathleen Smet qui manque la médaille de bronze pour seulement 27 secondes.

#### Course féminine
| Athlète       | Natation    | Cyclisme        | Course à pies | Total Temps                         | Rang |
| ------------- | ----------- | --------------- | ------------- | ----------------------------------- | ---- |
| Kathleen Smet | 19 min 42 s | 1 h 09 min 25 s | 36 min 28 s   | 2 h 05 min 35 s 89 (+52 s 44 )      | 4e   |
| Mieke Suys    | 20 min 26 s | 1 h 09 min 59 s | 38 min 47 s   | 2 h 09 min 12 s 57 (+4 min 29 s 12) | 22e  |

## Officiels
- Président : Baron François Narmon
- Secrétaire général : Guido De Bondt